# Veldkamps Zwergflughund
Der Veldkamps Zwergflughund (Nanonycteris veldkampii) ist eine kleine Flughundart, die im westafrikanischen Regenwaldgürtel von Guinea bis zur westlichen Zentralafrikanischen Republik vorkommt.

## Merkmale
Veldkamps Zwergflughunde sind sehr klein und erreichen eine Kopf-Rumpf-Länge von 4,6 bis 5,4 cm, eine Flügelspannweite von 30 bis 38 cm und ein Gewicht von 16 bis 36 g. Männchen sind in der Regel ein wenig kleiner als die Weibchen, beide Geschlechter sind aber gleich gefärbt. Die Tiere sind auf dem Rücken braun, rotbraun, graubraun oder hellbraun gefärbt, die Bauchseite ist viel heller. Das Fell ist dicht und weich, die Rückenhaare sind etwa 6 bis 7 mm lang. Ausgewachsene Männchen haben eine weißliche oder gelbe Epaulette auf jeder Schulter. Bei den Weibchen befindet sich dort ein weißlicher Fleck weicher Haare. Der Schädel ist kurz und zerbrechlich, der Hirnschädel deutlich von der Schnauze abgesetzt. Die Schnauze ist sehr schmal, spitz zulaufend und mittellang. Die Zähne sind verhältnismäßig klein, die obere Zahnreihe kurz und reicht nicht bis zum unteren Rand der Augenhöhle. Die Lippen sind leicht vorstreckbar und bei ausgewachsenen Männchen mehr faltig. Die Augen sind gelbbraun und groß, die Ohren schmal, unbehaart und von dunkelbrauner Farbe. Die Flugmembran ist dunkelbraun. Der Schwanz ist so kurz, dass er nicht sichtbar ist.
| 2 | · | 1 | · | 2 | · | 1 | = 28 |
| 2 | · | 1 | · | 3 | · | 2 | = 28 |

Äußerlich ist Veldkamps Zwergflughund kaum vom im gleichen Gebiet vorkommenden Peters’ Kleiner Epaulettenflughund (Micropteropus pusillus) zu unterscheiden. Hauptunterschied sind drei, kurze aber dicke Grate auf dem Gaumenbein bei Veldkamps Zwergflughund, während sich auf dem Gaumenbein von Peters Kleinem Epaulettenflughund sechs Grate finden. Letzterer hat auch beweglichere Lippen und die Schnauze ist an der Spitze breiter. 

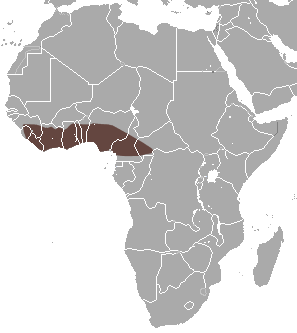
Verbreitungsgebiet

## Lebensweise
Die Tiere leben in Regenwäldern, auf Farmland, in kleinen Plantagen, in Sekundärwäldern, Galeriewäldern, in Afromontanen Wäldern bis in Höhen von 1200 Metern, in Regionen, wo sich kleine Regenwälder mosaikartig mit Savannen abwechseln und in Mangrovenwäldern. Veldkamps Zwergflughunde sind relativ häufig, als migratorisch lebende Art aber zu verschiedenen Jahreszeiten in unterschiedlichen Regionen anzutreffen. In der von Oktober bis Februar reichenden Trockenzeit leben sie in Regenwäldern und wandern zum Beginn der Regenzeit von März bis April nach Norden in die Übergangszone von Savanne zum Regenwald und weiter in die Savanne. Während ihres Aufenthalts in der Savanne blühen viele Bäume, u. a. der Afrikanische Affenbrotbaum, der Kapokbaum, der Leberwurstbaum und Parkia biglobosa.  Die Weibchen bekommen pro Geburt ein einzelnes Jungtier. Die meisten Jungtiere tragenden Weibchen wurden von November bis Dezember (50 % aller gefangenen Weibchen) und im Mai (55 % aller gefangenen Weibchen) registriert.

## Ernährung

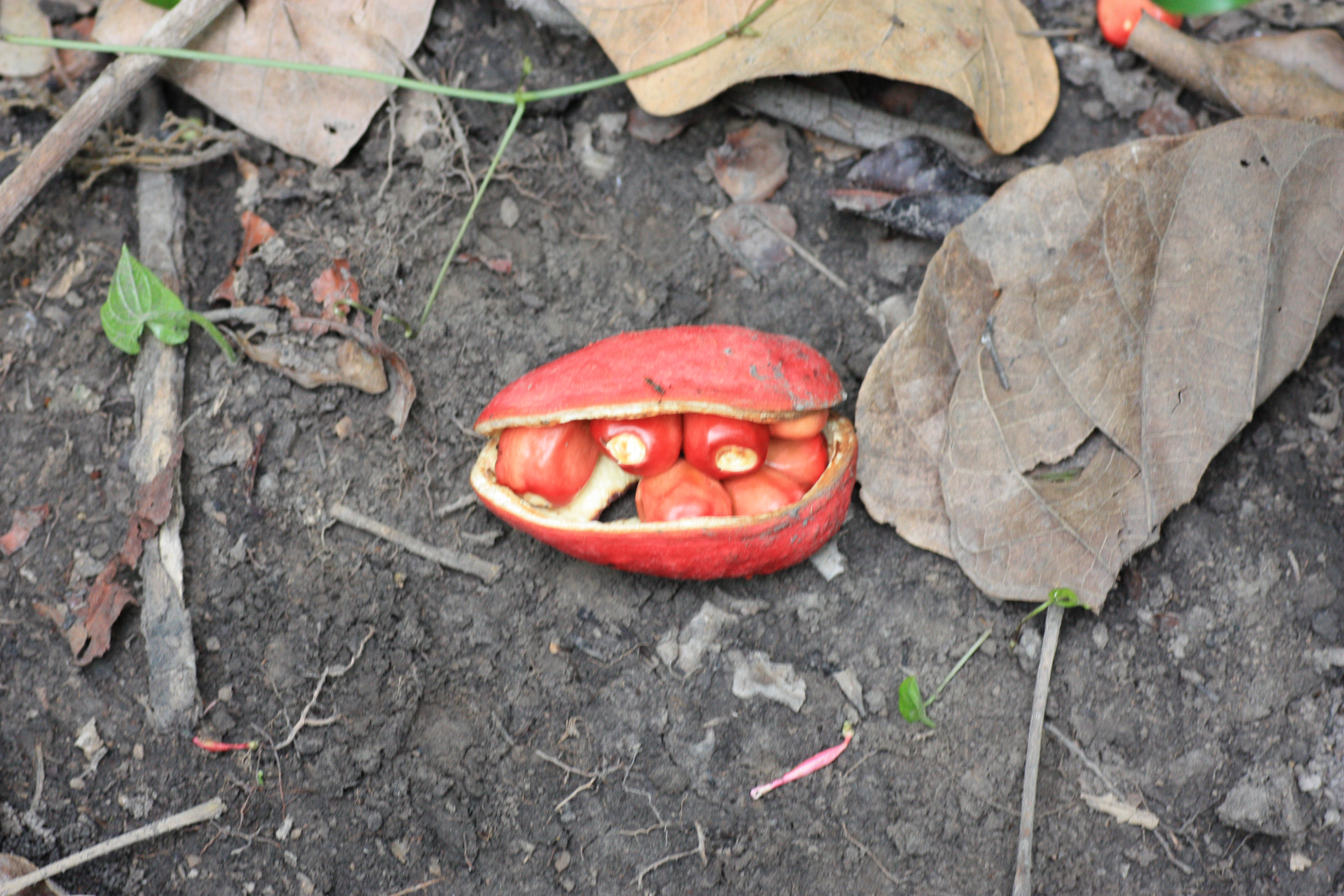
Frucht von Cola cordifolia

Veldkamps Zwergflughund ernährt sich von Früchten, Nektar und Pollen. Zu den Bäumen und Sträuchern, deren Blüten zur Aufnahme von Nektar und Pollen aufgesucht werden, gehören der Afrikanische Affenbrotbaum, der Kapokbaum, Eperua falcata, der Leberwurstbaum, Maranthes polyandra, Parkia biglobosa und Protea elliottii. Früchte, die gefressen werden, stammen u. a. von der Feigenart Ficus umbellata, vom Karitébaum, vom Kolabaum Cola cordifolia, vom Nachtschatten Solanum erianthum, von Mangos, Papayas, Guaven und Bananen.